# Công chúa Khamerernebty
Khamerernebty A là con gái của vua Nyuserre Ini của Ai Cập cổ đại từ triều đại thứ 5. Bà đã kết hôn với Ptahshepkes (một tể tướng). Tên của bà có nghĩa là Ngoại hình yêu dấu của hai quý bà.

## Tiểu sử
Khamerernebty là con gái của vua Nyuserre Ini. Không biết mẹ bà là ai. Người vợ chính của cha bà là Reptynub, nhưng không có bằng chứng nào cho thấy bà là mẹ của Khamerernebty.
Khamerernebty kết hôn với một tể tướng tên Ptahshepkes. Con cái của họ được nhắc đến trong ngôi mộ của Ptashepkes tại Abusir: con trai Ptahshepkes, Kahotep, Qednes và Hemakhti, và con gái Meritites, người có danh hiệu "Con gái của nhà vua", mặc dù chỉ là cháu gái của một vị vua. Verner đề cập đến một người con trai tên Kafini, người có hình ảnh và tên đã bị xóa một cách có hệ thống. Ptahshepodes có hai người con trai tên Ptahshespses.
Mastaba của Ptahshepkes chứa hai sarcophagi: một cho chính mình và một nhỏ hơn một chút có lẽ là dành cho Khamerernebty. Chiếc quách của Khamerernebty là một phần của thiết kế ban đầu của ngôi mộ, và phải được đưa vào trước khi kết thúc mastaba. Tên của Khamerernebty đã được tìm thấy trên các khối đá vôi, được khắc bởi các nhà xây dựng. Khamerernebty được chôn cất trong mastaba thuộc về chồng. Bà cũng có một phòng chôn cất đã hoàn thành ở Mastaba of the Princesses nằm gần góc đông bắc của kim tự tháp Nyuserre. Khamerernebty đã chia sẻ Mastaba với các Công chúa, có một công chúa tên là Meritites và một cận thần tên Kahotep. Nhưng ngôi mộ này rõ ràng chưa bao giờ được sử dụng.